# Dancing in the Flames
Dancing in the Flames è un singolo del cantante canadese The Weeknd, pubblicato il 13 settembre 2024.

## Antefatti e descrizione
Il 7 settembre 2024 il brano è stato presentato in anteprima nel corso del suo concerto a San Paolo in Brasile. Due giorni più tardi, viene pubblicizzato come primo estratto dal sesto album in studio Hurry Up Tomorrow (2025), progetto conclusivo della trilogia che include anche i precedenti LP After Hours (2020) e Dawn FM (2022). Tuttavia, al momento della pubblicazione del disco, Dancing in the Flames è stato scartato dalla lista tracce finale.
Il brano è stato scritto e prodotto dallo stesso artista con Max Martin e Oscal Holter.

## Video musicale
Il video, diretto da Anton Tammi e Erik Henriksson, è stato reso disponibile in concomitanza con l'uscita del brano attraverso il canale YouTube dell'artista.

## Tracce
Testi e musiche di Abel Tesfaye, Max Martin e Oscar Holter.
CD, download digitale, streaming – 1ª versione
1. Dancing in the Flames – 3:40

Download digitale, streaming – EP
1. Dancing in the Flames – 3:40
2. Dancing in the Flames (Acoustic) – 3:28
3. Dancing in the Flames (Live from São Paulo) – 5:12
4. Dancing in the Flames (Instrumental) – 3:41
5. Dancing in the Flames (Acapella) – 3:23

Download digitale, streaming – 2ª versione
1. Dancing in the Flames (Live from São Paulo) – 5:12

## Formazione
- The Weeknd – voce, produzione
- Max Martin – produzione
- Oscar Holter – produzione
- Eric Eylands – ingegneria del suono
- Sage Skolfield – ingegneria del suono
- Sam Holland – ingegneria del suono
- Dave Kutch – mastering
- Șerban Ghenea – missaggio

## Classifiche

### Classifiche settimanali
| Classifica (2024-25) | Posizione massima |
| -------------------- | ----------------- |
| Australia            | 19                |
| Austria              | 25                |
| Belgio (Fiandre)     | 22                |
| Belgio (Vallonia)    | 8                 |
| Bielorussia          | 6                 |
| Brasile              | 92                |
| Bulgaria             | 4                 |
| Canada               | 15                |
| Danimarca            | 23                |
| Emirati Arabi Uniti  | 6                 |
| Estonia              | 5                 |
| Filippine            | 88                |
| Finlandia            | 28                |
| Francia              | 31                |
| Germania             | 13                |
| Grecia               | 6                 |
| India                | 4                 |
| Irlanda              | 18                |
| Islanda              | 17                |
| Italia               | 37                |
| Kazakistan           | 1                 |
| Lettonia             | 11                |
| Libano               | 8                 |
| Lituania             | 14                |
| Lussemburgo          | 16                |
| Medio Oriente        | 16                |
| Moldavia             | 36                |
| Norvegia             | 20                |
| Nuova Zelanda        | 32                |
| Paesi Bassi          | 35                |
| Panama               | 129               |
| Polonia              | 43                |
| Portogallo           | 19                |
| Regno Unito          | 12                |
| Repubblica Ceca      | 70                |
| Russia               | 2                 |
| Singapore            | 11                |
| Slovacchia           | 25                |
| Spagna               | 77                |
| Stati Uniti          | 14                |
| Svezia               | 10                |
| Svizzera             | 12                |
| Ucraina              | 52                |

### Classifiche di fine anno
| Classifica (2024) | Posizione |
| ----------------- | --------- |
| Bielorussia       | 114       |
| Estonia           | 74        |
| Kazakistan        | 194       |
| Russia            | 68        |

## Date di pubblicazione
| Paese                 | Data              | Formato                      | Versione    | Etichetta    | Nota   |
| --------------------- | ----------------- | ---------------------------- | ----------- | ------------ | ------ |
| Mondo                 | 13 settembre 2024 | Download digitale, streaming | Originale   | XO, Republic | [ 33 ] |
| Mondo                 | 13 settembre 2024 | Download digitale, streaming | EP          | XO, Republic | [ 34 ] |
| Mondo                 | 13 settembre 2024 | Download digitale, streaming | 2ª versione | XO, Republic | [ 35 ] |
| Mondo                 | 13 settembre 2024 | CD                           | Originale   | XO, Republic | [ 36 ] |
| Stati Uniti d'America | 13 settembre 2024 | Contemporary hit radio       | Originale   | XO, Republic | [ 37 ] |
| Italia                | 13 settembre 2024 | Contemporary hit radio       | Originale   | Island Italy | [ 38 ] |